# 사이토 히토미

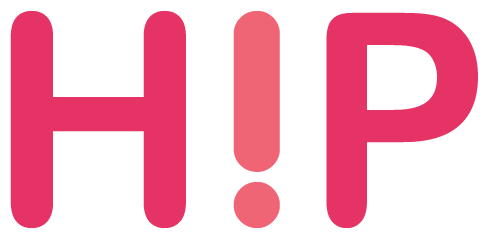

사이토 히토미(斉藤瞳, 1981년 10월 31일 ~ )는 일본의 전 여성 아이돌 가수. 2010년에 해산한 여성 4인조 그룹인 메론키넨비의 전 멤버이자, 리더. 니가타현 니시칸바라군 츠키가타무라 (현재의 니가타시 미나미구) 출신. 애칭은 히토밍, 보스이다.

## 특징
메론키넨비 시절에는「섹시 담당」으로서 섹시를 전면에 내세우는 언동이 많았다. 특기는 와다이코 연주, 서예, 네일 아트 등. 애묘「메루」(러시안 블루♀)를 매우 아끼고, MELON LOUNGE 블로그 등에서도 자주 등장시키곤 했다. 2007년 겨울의 콘서트 투어 굿즈 공식 데뷔도 시켰다. 또 니이가타의 고향에서는「라무」(미니어쳐 닥스훈트)를 키우고 있다. 눈물이 많은 성격이며 자주 울어 멤버들로부터 놀림을 받곤 했다. 엔카 가수인 마에다 유키와 전 타이요토시스코문의 이나바 아츠코와 사이가 좋다. 고등학교를 중퇴하고 아이돌(메론키넨비) 멤버가 되었기 때문에, 연예 활동 무대를 고향 니이가타로 옮긴 2012년 4월부터 30세의 나이로 통신제 고등학교에 입학, 2013년 3월에 졸업했다.

## 약력
- 1999년,《제2회 모닝구무스메。& 헤이케 미치요 여동생 오디션》에서 응모자 약 4000명 중에서 합격.
- 마찬가지로 위 오디션에서 합격한 무라타 메구미, 오오타니 마사에, 시바타 아유미와 함께 메론키넨비를 결성.
- 2000년 2월, 메론키넨비 첫 번째 싱글〈甘いあなたの味〉로 데뷔.
- 2002년부터 무라타로부터 메론키넨비의 리더를 이어받았다.
- 2003년 9월 9일, 헬로! 프로젝트 풋살 팀(후의 갓타스 브릴리언티스 H.P.)에 참가.
- 2006년 3월 19일, 갓타스 브릴리언티스 H.P.에서 은퇴.
- 2009년 3월 31일, 헬로! 프로젝트 졸업.
- 2010년 5월 3일, 메론키넨비가 해산. 이것으로 연예계를 은퇴[1].
- 2010년 8월 3일, 개그 콤비「도쿄 다이너마이트」의 허니 지로와 입적[2].
- 2011년 4월 16일, 도쿄의 요요기 공원에서「질까보냐! 힘내라 도호쿠!」라고 제목을 붙인「도호쿠 지방 태평양 바다 지진」의 모금 활동을 메론키넨비의 원 멤버 전원이 갔다.
- 2011년 10월 14일, 8월에 이혼했던 사실이 보도되었다[3].
- 2012년 3월 1일, 고향 니가타의 FM라디오「FM니가타」에서 퍼스낼리티로서 활동을 시작한다.
- 2013년 12월 31일, 나카노 선플라자에서 행하는 Hello! Project COUNTDOWN PARTY 2013 ~GOOD BYE & HELLO!~에서 메론키넨비의 하룻 밤 한정으로서 부활에 참가.

## 서적

### 사진집
- 사이토 히토미 솔로 사진집「斉藤瞳」(2003년 8월 7일, 와니북스) ISBN 4-8470-2770-1

## 출연

### 텔레비전 방송
- 섹시녀 학원 (2003년 3월 31일 ~ 9월 27일, 테레비도쿄)
- 마녀。리카짱의 매지컬 비유덴 (2004년 11월 16일 ~ 22일, 테레비도쿄)
- 무스메DOKYU! (2005년 8월 18일 ~ 9월 30일, 테레비도쿄)

### 라디오 방송
- TBC FUN 필드 모렛츠 모대쉬 (2005년 9월 12일 ~ 2008년 3월 14일, 도호쿠 방송)
- FIGUEROA (2012년 3월 1일 ~ , FM니가타) - 목요일 어시스턴트
- 니가타의 젊은이들의 프로그램 (2012년 3월 4일 ~ , FM-NIIGATA)
- SOUND SPLASH (2013년 4월 1일 - FM-NIIGATA) - 월요일 퍼스널리티
- 나가오카 히토마치 아오레+1 (2013년 7월 - FM-NIIGATA) 나가오카시 시티홀 프라자 아오레 나가오카

동(東)동 3층의 오픈 테라스에서 매주 공개 생방송을 하고 있다.

### 인터넷
- 제2회 · 제23회 하로프로 비디오 채팅 (2005년 3월 18일 · 8월 23일, 헬로! 프로젝트 on 프렛츠)

### 이벤트
- 4월도 · 7월도 · 9월도 헬로! 프로젝트 FC 한정 이벤트 (2005년 4월 20일 ~ 21일 · 7월 28일 · 9월 5일, 퍼시픽헤븐)

## 소속 유닛
- 메론키넨비 (1999년 ~ 2010년)
- 셔플 유닛
  - 쥬닌 마츠리 (2001년)
  - 하피♥7 (2002년)
  - 11WATER (2003년)
  - H.P.올스타즈 (2004년)
- 로망스 (2003년)
- 갓타스 브릴리언티스 H.P. (2003년 ~ 2006년)